# Michał Kisielewicz
Michał Kisielewicz (ur. 22 czerwca 1939 w Rzęsnej Polskiej) – polski matematyk, zainteresowany różnymi aspektami analizy matematycznej, teorii sterowania i optymalizacji; nauczyciel akademicki związany z zielonogórskimi uczelniami, ostatni rektor politechniki oraz pierwszy rektor Uniwersytetu Zielonogórskiego.

## Życiorys

### Wykształcenie i początki pracy zawodowej
Urodził się w województwie lwowskim, gdzie spędził wczesne lata dziecinne podczas okupacji najpierw radzieckiej, a następnie hitlerowskiej. W 1946 roku w ramach akcji repatriacyjnych osiedlił się wraz z rodzicami w Drzeńsku, gdzie w 1947 roku rozpoczął naukę w miejscowej szkole podstawowej. Po jej ukończeniu w 1953 roku kształcił się w Liceum Ogólnokształcącym w Rzepinie. Po dwóch latach przeniósł się do Liceum Pedagogicznego w Ośnie Lubuskim, gdzie zdał egzamin maturalny w 1957 roku. W tym samym roku podjął naukę w Studium Nauczycielskim i Państwowej Szkole Muzycznej w Zielonej Górze. Dwa lata później został zatrudniony jako nauczyciel w Technikum Mechanicznym, a w 1961 roku w Technikum Budowlanym w Zielonej Górze. W międzyczasie w styczniu 1961 roku rozpoczął studia eksternistyczne na kierunku matematyka na Wydziale Matematyki, Fizyki i Chemii Uniwersytetu im. Adama Mickiewicza w Poznaniu, które ukończył w czerwcu 1965 roku magisterium. Wcześniej w czerwcu 1963 roku zawarł związek małżeński i przeniósł się z żoną Teresą do Sulechowa, gdzie pracował początkowo jako nauczyciel w Zasadniczej Szkole Zawodowej, a po roku w Liceum Pedagogicznym.

### Praca na zielonogórskich uczelniach
W lutym 1966 roku zatrudnił się jako asystent w Wyższej Szkole Inżynierskiej w Zielonej Górze, z którą związał następnie całe swoje życie zawodowe. W latach 1968, 1971, 1978 i 1984 uzyskał kolejno stopnie naukowe doktora i doktora habilitowanego, a także tytuły profesora nadzwyczajnego i profesora zwyczajnego. Poza działalnością naukowo-dydaktyczną na zielonogórskiej uczelni technicznej sprawował liczne funkcje organizacyjne. W latach 1968–1970 był kierownikiem Zakładu Matematyki WSI, a następnie do 1969 do 1971 dziekanem Wydziału Mechanicznego WSI. W latach 1970–1976 pełnił stanowisko dyrektora Studium Matematyki, Fizyki i Chemii WSI. W latach 1976–1981 piastował funkcję prorektora do spraw studenckich WSI, po czym został powołany na stanowisko rektora tej uczelni, które pełnił przez kolejne dwie kadencje do 1987 roku. W tym samym roku wybrany dziekanem nowo powstałego Wydziału Podstawowych Problemów Techniki WSI (do 1993 roku). Potem kierował jako dyrektor Instytutem Matematycznym WSI. W 1996 roku został wybrany rektorem Politechniki Zielonogórskiej, ponieważ taką nazwę otrzymała w tym samym roku zielonogórska Wyższa Szkoła Inżynierska. Funkcję tę sprawował przez dwie kadencje. Zaangażował się wspólnie z prof. Andrzejem Wiśniewskim w sprawę połączenia politechniki z Wyższą Szkołą Pedagogiczną im. Tadeusza Kotarbińskiego, której efektem było powołanie do życia w 2001 roku Uniwersytetu Zielonogórskiego. Został wyznaczony przez Ministra Edukacji Narodowej na rektora nowej uczelni na roczną kadencję. W 2002 roku Kolegium Elektorów UZ powierzyło mu drugi raz tę funkcję, którą pełnił do 2005 roku, kładąc szczególny nacisk na pełną integrację obu szkół wyższych. Obecnie jest wykładowcą w Zakładzie Teorii Sterowania i Procesów Stochastycznych na Wydziale Matematyki, Informatyki i Ekonometrii UZ.

### Działalność pozauczelniana
Poza działalnością uczelnianą jest członkiem wielu krajowych towarzystw i organizacji naukowych. W latach 1977–1981 był członkiem zarządu Polskiego Towarzystwa Matematycznego. Od 1976 do 1987 był prezesem Lubuskiego Towarzystwa Naukowego. Zasiadał w Komitecie Matematyki Polskiej Akademii Nauk. Jest również członkiem Amerykańskiego Towarzystwa Matematycznego.

## Dorobek naukowy i odznaczenia
Jak dotychczas wypromował 14 doktorów, wśród których znajduje się m.in. Longin Rybiński. Jest autor ponad 70 prac naukowych, w tym 4 monografii. Za swoją działalność naukową był wielokrotnie nagradzany wyróżnieniami rektorskimi, ministerialnymi oraz państwowymi. W 2001 roku otrzymał Krzyż Komandorski Orderu Odrodzenia Polski. Do najważniejszych jego prac należą:
- 1971: Pewne własności równań różniczkowo-funkcyjnych o pochodnych cząstkowych typu hiperbolicznego. Państwowe Wydawn. Naukowe, Oddz. w Poznaniu
- 1984: Nonlinear Functional differential equations of neutral type. Państwowe Wydawnictwo Naukowe; Warszawa - Poznań, ISBN 83-01-05043-8
- 1991: Differential inclusions and optimal control. "Mathematics and its Applications (East European Series)", 44. Kluwer Academic Publishers Group, Dordrecht; PWN - Polish Scientific Publishers, Warszawa. ISBN 0-7923-0675-9